# 1651 Беренс
1651 Бе́ренс (1651 Behrens) — астероїд головного поясу, відкритий 23 квітня 1936 року.
Тіссеранів параметр щодо Юпітера — 3,674.